# Cerco de Xerigordo
O Cerco de Xerigordo (em grego: Ξεριγόρδων; romaniz.: Xerigórdo̱n) foi travada entre as forças da Cruzada Popular, lideradas pelo cruzado Reinaldo, e as do Sultanato de Rum, lideradas pelo sultão Quilije Arslã I (r. 1092–1107) e o general Elcanes, em 29 de setembro de 1096. Foi motivo pela conquista cruzada da fortaleza de Xerigordo durante um raide próximo de Niceia e teve como resultado a destruição do exército germânico de 6 000 cavaleiros. Alguns dos cruzados convertam-se ao islamismo, enquanto aqueles que se recusaram foram mortos.

## Antecedentes
O exército da Cruzada Popular aportou na Ásia Menor em 6 de agosto de 1096, e acampou em Cibotos, a noroeste de Niceia, naquele tempo a capital do Sultanato de Rum. Enquanto esperando pelo exército cruzado principal, a força desorganizada da Cruzada Popular começou a atacar vilas e igrejas e a massacrar os locais, incluindo gregos cristãos. Além disso, a guarnição de Niceia, na tentativa de pará-los, atacou-os, mas foi forçada a recuar após um violento conflito.
Nessa época, um desentendimento entre as forças cruzadas levou a uma cisão: os contingentes francos passaram a responder a certo Godofredo Burel, enquanto os germânicos e italianos a certo Reinaldo. Reinaldo liderou 6 000 cavaleiros germânicos num raide, e em sua marcha capturou a fortaleza de Xerigordo. O castelo estava vazio, porém abrigava grande quantidade de recursos, motivo para ele pretender usá-lo como base para futuros ataques. Ao descobrir sobre os eventos recentes, Quilije Arslã I (r. 1092–1107) organizou um grande contingente e enviou-o contra os cruzados, sob a liderança do general Elcanes.

## Batalha e rescaldo
O exército turco, chegando diante do castelo em 29 de setembro, Dia de São Miguel, derrotou uma emboscada montada por Reinaldo, tomou as fontes d'água do castelo, ambas situadas fora da área murada, e prendeu os germânicos dentro do recinto. Em pouco tempo, a sede provocou desespero entre os sitiados:
| “ | Nosso povo estava em tamanha agonia de sede que eles sangraram seus cavalos e burros e beberam o sangue; outros deixaram suas cintas e lenços caírem em uma cisterna e espremeram a água deles em suas bocas; alguns urinaram nas mãos ocas uns dos outros e beberam; e outros cavaram o chão úmido e deixaram cair em suas costas e espalharam a terra sobre seu peito para aliviar a secura excessiva da sede. Os bispos e padres, certamente, continuaram a confortar nosso povo, e admoestá-los a não ceder, dizendo, 'Ser forte em todo lugar na fé de Cristo, e não temer aqueles que o perseguem, tal como o Senhor diz, 'não temais os que matam o corpo, mas não têm poder para matar a alma'. | ” |

Após oito dias de agonia, Reinaldo decidiu render-se e abriu os portões ao inimigo sob promessa de que sua vida seria poupada caso renunciasse o Cristianismo. Os que se mantiveram fieis foram massacrados, enquanto Reinaldo e os demais apóstatas foram deportados para Antioquia, e depois para Alepo e então Coração. Com esta vitória, Quilije Arslã I organizou uma emboscada para os contingentes cruzados de Cibotos, e em 21 de outubro, na batalha de Cibotos, obteve outra vitória esmagadora.